# TBC 뉴스 (주말)
《TBC 뉴스 (주말)》는 대한민국 TBC에서 주말 오후 2시 20분에 방송되었던 TBC의 주말 낮 뉴스 프로그램이다.

## 기획의도 / 개요
주말, 공휴일의 경우, 평일에 방송하는 데일리 뉴스프로그램을 편성하지 않고, 약 10분 분량의 단신 뉴스를 편성한다.

## 방송 시간
| 방송 채널 | 방송 기간              | 방송 시간                            |
| --------- | ---------------------- | ------------------------------------ |
| TBC       | 1995년 5월 14일 ~ 현재 | 주말 오후 2시 20분 ~ 2시 30분 (10분) |

## 앵커
- 무작위

## TBC의 다른 뉴스 프로그램
- TBC 굿모닝뉴스
- TBC 뉴스 (1045)
- 민방 네트워크 뉴스
- TBC 대경뉴스광장
- TBC 8 뉴스

## 같이 보기
- TBC
- SBS 뉴스 (주말)